# Hollandia az 1996. évi nyári olimpiai játékokon
Hollandia az egyesült államokbeli Atlantában megrendezett 1996. évi nyári olimpiai játékok egyik részt vevő nemzete volt. Az országot az olimpián 19 sportágban 239 sportoló képviselte, akik összesen 19 érmet szereztek.

## Érmesek
| Érem  | Versenyző | Sportág      | Versenyszám                    |
| ----- | --- | ------------ | ------------------------------ |
| Arany | Henk Jan Zwolle Diederik Simon Michiel Bartman Koos Maasdijk Niels van der Zwan Niels van Steenis Ronald Florijn Nico Rienks Jeroen Duyster | Evezés       | Férfi nyolcas                  |
| Arany | Nemzeti válogatott Ronald Jansen Bram Lomans Leo Klein Gebbink Erik Jazet Tycho van Meer Wouter van Pelt Marc Delissen Jacques Brinkman Maurits Crucq Stephan Veen Floris Jan Bovelander Jeroen Delmeé Guus Vogels Teun de Nooijer Remco van Wijk Taco van den Honert                                    | Gyeplabda    | Férfi                          |
| Arany | Bart Brentjens | Kerékpározás | Férfi terep-kerékpározás       |
| Arany | Nemzeti válogatott Misha Latuhihin Henk Jan Held Brecht Rodenburg Guido Görtzen Richard Schuil Ron Zwerver Bas van de Goor Jan Posthuma Olof van der Meulen Peter Blangé Rob Grabert Mike van de Goor | Röplabda     | Férfi                          |
| Ezüst | Maarten van der Linden Pepijn Aardewijn | Evezés       | Férfi könnyűsúlyú kétpárevezős |
| Ezüst | Ingrid Haringa | Kerékpározás | Női pontverseny                |
| Ezüst | Anky van Grunsven | Lovaglás     | Egyéni díjlovaglás             |
| Ezüst | Anky van Grunsven Sven Rothenberger Tineke Bartels-de Vries Gonnelien Rothenberger-Gordijn | Lovaglás     | Csapat díjlovaglás             |
| Ezüst | Margriet Matthijsse | Vitorlázás   | Női europe                     |
| Bronz | Sven Rothenberger | Lovaglás     | Egyéni díjlovaglás             |
| Bronz | Mark Huizinga | Cselgáncs    | Férfi középsúly                |
| Bronz | Jenny Gal | Cselgáncs    | Női váltósúly                  |
| Bronz | Claudia Zwiers | Cselgáncs    | Női középsúly                  |
| Bronz | Irene Eijs Eeke van Nes | Evezés       | Női kétpárevezős               |
| Bronz | Nemzeti válogatott Jacqueline Toxopeus Stella de Heij Fleur van de Kieft Carole Thate Ellen Kuipers Jeannette Lewin Nicky Koolen Dillianne van den Boogaard Margje Teeuwen Mijntje Donners Willemijn Duyster Suzanne Plesman Noor Holsboer Florentine Steenberghe Wietske de Ruiter Suzan van der Wielen | Gyeplabda    | Női                            |
| Bronz | Ingrid Haringa | Kerékpározás | Női egyéni sprint              |
| Bronz | Kirsten Vlieghuis | Úszás        | Női 400 m gyors                |
| Bronz | Kirsten Vlieghuis | Úszás        | Női 800 m gyors                |
| Bronz | Roy Heiner | Vitorlázás   | Férfi finn dingi               |

## Asztalitenisz
Férfi
| Versenyző                 | Versenyszám | Csoportkör | Csoportkör | Nyolcaddöntő      | Negyeddöntő       | Elődöntő          | Döntő             | Helyezés |
| Versenyző                 | Versenyszám | Ellenfél Eredmény | Hely.      | Ellenfél Eredmény | Ellenfél Eredmény | Ellenfél Eredmény | Ellenfél Eredmény | Helyezés |
| ------------------------- | ----------- | --- | ---------- | ----------------- | ----------------- | ----------------- | ----------------- | -------- |
| Danny Heister             | Egyes       | B csoport · Daniel Ciókasz (GRE) · 0:2 · Vang Tao (Wang Tao) (CHN) · 1:2 · Paul Mutambuze (UGA) · 2:0                                                                         | 3.         | kiesett           | kiesett           | kiesett           | kiesett           | 33.      |
| Danny Heister Trinko Keen | Páros       | B csoport · Japán (JPN) · Juzava Rjó · Taszaki Tosio · 2:1 · Chile (CHI) · Augusto Morales · Juan Salamanca · 2:0 · Svédország (SWE) · Jan-Ove Waldner · Jörgen Persson · 1:2 | 2.         |                   | kiesett           | kiesett           | kiesett           | 9.       |

Női
| Versenyző                             | Versenyszám | Csoportkör | Csoportkör | Nyolcaddöntő      | Negyeddöntő       | Elődöntő          | Döntő             | Helyezés |
| Versenyző                             | Versenyszám | Ellenfél Eredmény | Hely.      | Ellenfél Eredmény | Ellenfél Eredmény | Ellenfél Eredmény | Ellenfél Eredmény | Helyezés |
| ------------------------------------- | ----------- | --- | ---------- | ----------------- | ----------------- | ----------------- | ----------------- | -------- |
| Gerdie Keen                           | Egyes       | F csoport · Pak Kjonge (Park Gyeong-ae) (KOR) · 0:2 · Lijuan Geng (CAN) · 0:2 | 3.         | kiesett           | kiesett           | kiesett           | kiesett           | 33.      |
| Bettine Vriesekoop                    | Egyes       | N csoport · Rūta Garkauskaitė (LTU) · 1:2 · Otilia Bădescu (ROU) · 0:2 · Ambika Radhika (IND) · 2:0                                                                                 | 3.         | kiesett           | kiesett           | kiesett           | kiesett           | 33.      |
| Mirjam Hooman-Kloppenburg             | Egyes       | E csoport · Adriana Năstase-Simion-Zamfir (ROU) · 0:2 · Hai Po Wa (HKG) · 0:2 · Fabiola Ramos (VEN) · 2:0                                                                           | 3.         | kiesett           | kiesett           | kiesett           | kiesett           | 33.      |
| Bettine Vriesekoop Emily Noor         | Páros       | F csoport · Egyesült Államok (USA) · Lily Hugh-Yip · Wei Wang · 1:2 · Oroszország (RUS) · Irina Palina · Jelena Tyimina · 0:2 · Nigéria (NGR) · Bose Kaffo · Funke Oshonaike · 2:0  | 3.         |                   | kiesett           | kiesett           | kiesett           | 17.      |
| Gerdie Keen Mirjam Hooman-Kloppenburg | Páros       | G csoport · Németország (GER) · Elke Schall-Wosik · Nicole Struse · 1:2 · Japán (JPN) · Kojama Csire · Tódó Taeko · 0:2 · Olaszország (ITA) · Alessia Arisi · Laura Negrisoli · 2:1 | 3.         |                   | kiesett           | kiesett           | kiesett           | 17.      |

## Atlétika
Férfi
| Versenyző           | Versenyszám | Előfutam | Előfutam | Előfutam | Elődöntő | Elődöntő | Elődöntő | Döntő   | Döntő    |
| Versenyző           | Versenyszám | Idő      | Hely.    | Össz.    | Idő      | Hely.    | Össz.    | Idő     | Helyezés |
| ------------------- | ----------- | -------- | -------- | -------- | -------- | -------- | -------- | ------- | -------- |
| Marko Koers         | 1500 m      | 3:36,18  | 2.       | 2.       | 3:36,06  | 5.       | 15.      | 3:38,18 | 7.       |
| Bert van Vlaanderen | Maraton     |          |          |          |          |          |          | 2:20:48 | 45.      |

| Versenyző      | Versenyszám | 100 m | 100 m | Távolugrás | Távolugrás | Súlylökés | Súlylökés | Magasugrás | Magasugrás | 400 m | 400 m | 110 m gát | 110 m gát | Diszkoszvetés | Diszkoszvetés | Rúdugrás | Rúdugrás | Gerelyhajítás | Gerelyhajítás | 1500 m  | 1500 m | Végeredmény | Végeredmény |
| Versenyző      | Versenyszám | Idő   | Pont  | Eredmény   | Pont       | Eredmény  | Pont      | Eredmény   | Pont       | Idő   | Pont  | Idő       | Pont      | Eredmény      | Pont          | Eredmény | Pont     | Eredmény      | Pont          | Idő     | Pont   | Pont        | Helyezés    |
| -------------- | ----------- | ----- | ----- | ---------- | ---------- | --------- | --------- | ---------- | ---------- | ----- | ----- | --------- | --------- | ------------- | ------------- | -------- | -------- | ------------- | ------------- | ------- | ------ | ----------- | ----------- |
| Marcel Dost    | Tízpróba    | 10,87 | 890   | 721 cm     | 864        | 13,91 m   | 723       | 195 cm     | 758        | 48,19 | 900   | 14,52     | 908       | 41,92 m       | 704           | 520 cm   | 972      | 57,76 m       | 704           | 4:38,81 | 688    | 8111        | 18.         |
| Jack Rosendaal | Tízpróba    | 11,24 | 808   | 733 cm     | 893        | 13,59 m   | 703       | 207 cm     | 868        | 50,93 | 772   | 14,46     | 916       | 41,24 m       | 690           | 470 cm   | 819      | 63,80 m       | 795           | 4:25,98 | 771    | 8035        | 21.         |

| Versenyző      | Versenyszám | Selejtező | Selejtező | Döntő    | Döntő    |
| Versenyző      | Versenyszám | Eredmény  | Helyezés  | Eredmény | Helyezés |
| -------------- | ----------- | --------- | --------- | -------- | -------- |
| Laurens Looije | Rúdugrás    | 540 cm    | 23.       | kiesett  | kiesett  |

Férfi
| Versenyző         | Versenyszám | Előfutam | Előfutam | Előfutam | Elődöntő      | Elődöntő      | Elődöntő      | Döntő   | Döntő    |
| Versenyző         | Versenyszám | Idő      | Hely.    | Össz.    | Idő           | Hely.         | Össz.         | Idő     | Helyezés |
| ----------------- | ----------- | -------- | -------- | -------- | ------------- | ------------- | ------------- | ------- | -------- |
| Stella Jongmans   | 800 m       | 2:00,26  | 2.       | 17.      | nem ért célba | nem ért célba | nem ért célba | kiesett | kiesett  |
| Anne van Schuppen | Maraton     |          |          |          |               |               |               | 2:40:46 | 41.      |

| Versenyző               | Versenyszám   | Selejtező | Selejtező | Döntő                 | Döntő    |
| Versenyző               | Versenyszám   | Eredmény  | Helyezés  | Eredmény              | Helyezés |
| ----------------------- | ------------- | --------- | --------- | --------------------- | -------- |
| Sharon Jaklofsky        | Távolugrás    | 675 cm    | 3.        | érvényes ugrás nélkül | 11.      |
| Jacqueline Goormachtigh | Diszkoszvetés | 58,74 m   | 21.       | kiesett               | kiesett  |
| Corrie de Bruin         | Diszkoszvetés | 55,48 m   | 36.       | kiesett               | kiesett  |

## Baseball
| Holland férfi baseballcsapat-játékoskeret | Holland férfi baseballcsapat-játékoskeret |
| --- | --- |
| - Eric de Bruin - André van Maris - Eddie Dix - Geoffrey Kohl - Marcel Joost - Eelco Jansen - Byron Ward - Johnny Balentina - Giel ten Bosch - Jeffrey Cranston | - Danny Wout - Tom Nanne - Paul Nanne - Evert-Jan 't Hoen - Marlon Fluonia - Rob Cordemans - Adonis Kemp - Marcel Kruijt - Edsel Martis - Peter Callenbach |

### Eredmények
Csoportkör
| Csapat           | M | Gy | V | P+ | P– | Pk  |
| ---------------- | - | -- | - | -- | -- | --- |
| Kuba             | 7 | 7  | 0 | 97 | 49 | +48 |
| Egyesült Államok | 7 | 6  | 1 | 81 | 27 | +54 |
| Japán            | 7 | 4  | 3 | 69 | 45 | +24 |
| Nicaragua        | 7 | 4  | 3 | 44 | 30 | +14 |
| Hollandia        | 7 | 2  | 5 | 32 | 76 | –44 |
| Olaszország      | 7 | 2  | 5 | 33 | 71 | –38 |
| Ausztrália       | 7 | 2  | 5 | 47 | 86 | –39 |
| Dél-Korea        | 7 | 1  | 6 | 40 | 59 | –19 |

| 1996. július 20. |  | Japán (JPN) | 12–2 | Hollandia |  |  |
| 1996. július 20. |  |             |      |           |  |  |

| 1996. július 22. |  | Hollandia (NED) | 16–6 | Ausztrália |  |  |
| 1996. július 22. |  |                 |      |            |  |  |

| 1996. július 23. |  | Hollandia (NED) | 2–18 | Kuba |  |  |
| 1996. július 23. |  |                 |      |      |  |  |

| 1996. július 25. |  | Nicaragua (NCA) | 5–0 | Hollandia |  |  |
| 1996. július 25. |  |                 |     |           |  |  |

| 1996. július 28. |  | Hollandia (NED) | 3–11 | Dél-Korea |  |  |
| 1996. július 28. |  |                 |      |           |  |  |

| 1996. július 29. |  | Hollandia (NED) | 8–7 | Olaszország |  |  |
| 1996. július 29. |  |                 |     |             |  |  |

| 1996. július 30. |  | Egyesült Államok (USA) | 17–1 | Hollandia |  |  |
| 1996. július 30. |  |                        |      |           |  |  |

| Csapat    | Helyezés |
| --------- | -------- |
| Hollandia | 5.       |

## Cselgáncs
Férfi
| Versenyző     | Versenyszám  | Selejtező         | 32-es főtábla                         | Nyolcaddöntő                      | Negyeddöntő       | Elődöntő          | Vigaszág első kör             | Vigaszág negyeddöntő         | Vigaszág elődöntő         | Bronz- mérkőzés           | Döntő             | Helyezés |
| Versenyző     | Versenyszám  | Ellenfél Eredmény | Ellenfél Eredmény                     | Ellenfél Eredmény                 | Ellenfél Eredmény | Ellenfél Eredmény | Ellenfél Eredmény             | Ellenfél Eredmény            | Ellenfél Eredmény         | Ellenfél Eredmény         | Ellenfél Eredmény | Helyezés |
| ------------- | ------------ | ----------------- | ------------------------------------- | --------------------------------- | ----------------- | ----------------- | ----------------------------- | ---------------------------- | ------------------------- | ------------------------- | ----------------- | -------- |
| Patrick Klas  | Váltósúly    | erőnyerő          | José Figueroa (PUR) · GY              | Gastón García (ARG) · V           | kiesett           | kiesett           |                               |                              |                           |                           |                   | 17.      |
| Mark Huizinga | Középsúly    | erőnyerő          | Cson Gijong (Jeon Gi-Yeong) (KOR) · V |                                   |                   |                   | Serge Biwole Abolo (CMR) · GY | Yosvany Despaigne (CUB) · GY | Nicolas Gill (CAN) · GY   | Adrian Croitoru (ROU) · V |                   |          |
| Ben Sonnemans | Félnehézsúly | erőnyerő          | Raymond Stevens (GBR) · GY            | Kim Minszu (Kim Min-su) (KOR) · V |                   |                   |                               | Dmitrij Szergejev (RUS) · GY | Nakamura Josio (JPN) · GY | Aurélio Miguel (BRA) · V  |                   | 5.       |
| Danny Ebbers  | Nehézsúly    | erőnyerő          | Frank Möller (GER) · V                | kiesett                           | kiesett           | kiesett           |                               |                              |                           |                           |                   | 21.      |

Női
| Versenyző         | Versenyszám  | Selejtező                      | Nyolcaddöntő                | Negyeddöntő             | Elődöntő                            | Vigaszág első kör      | Vigaszág negyeddöntő          | Vigaszág elődöntő | Bronz- mérkőzés         | Döntő             | Helyezés |
| Versenyző         | Versenyszám  | Ellenfél Eredmény              | Ellenfél Eredmény           | Ellenfél Eredmény       | Ellenfél Eredmény                   | Ellenfél Eredmény      | Ellenfél Eredmény             | Ellenfél Eredmény | Ellenfél Eredmény       | Ellenfél Eredmény | Helyezés |
| ----------------- | ------------ | ------------------------------ | --------------------------- | ----------------------- | ----------------------------------- | ---------------------- | ----------------------------- | ----------------- | ----------------------- | ----------------- | -------- |
| Tamara Meijer     | Légsúly      | Natalja Kuligina (KGZ) · GY    | Kje Szunhi (PRK) · V        |                         |                                     | erőnyerő               | Sarah Nichilo-Rosso (FRA) · V | kiesett           | kiesett                 |                   | 9.       |
| Jessica Gal       | Könnyűsúly   | erőnyerő                       | Driulys González (CUB) · V  |                         |                                     | Magali Baton (FRA) · V | kiesett                       | kiesett           | kiesett                 |                   | 13.      |
| Jenny Gal         | Váltósúly    | Michelle Buckingham (CAN) · GY | Ileana Beltran (CUB) · GY   | Sara Álvarez (ESP) · GY | Emoto Júko (JPN) · V                |                        |                               |                   | İlknur Kobaş (TUR) · GY |                   |          |
| Claudia Zwiers    | Középsúly    | erőnyerő                       | Liliko Ogasawara (USA) · GY | Wu Mei-Ling (TPE) · GY  | Cso Minszon (Jo Min-Seon) (KOR) · V |                        |                               |                   | Odalis Revé (CUB) · GY  |                   |          |
| Karin Kienhuis    | Félnehézsúly | erőnyerő                       | Kate Howey (GBR) · V        | kiesett                 | kiesett                             |                        |                               |                   |                         |                   | 15.      |
| Angelique Seriese | Nehézsúly    | Johanna Hagn (GER) · V         | kiesett                     | kiesett                 | kiesett                             |                        |                               |                   |                         |                   | 18.      |

## Evezés
Férfi
| Versenyző | Versenyszám              | Előfutam | Előfutam | Vigaszág | Vigaszág | Elődöntő | Elődöntő | Elődöntő | Döntő | Döntő   | Döntő | Helyezés |
| Versenyző | Versenyszám              | Idő      | Hely.    | Idő      | Hely.    | Típus    | Idő      | Hely.    | Típus | Idő     | Hely. | Helyezés |
| --- | ------------------------ | -------- | -------- | -------- | -------- | -------- | -------- | -------- | ----- | ------- | ----- | -------- |
| Sjors van Iwaarden Kai Compagner | Kormányos nélküli kettes | 7:00,45  | 5.       | 7:24,17  | 4.       |          |          |          | C     | 7:10,43 | 5.    | 17.      |
| Sander van der Marck Adri Middag Joris Loefs Pieter van Andel                                                                               | Négypárevezős            | 6:06,98  | 2.       |          |          | A/B      | 6:03,72  | 4.       | B     | 5:55,15 | 4.    | 10.      |
| Henk Jan Zwolle Diederik Simon Michiel Bartman Koos Maasdijk Niels van der Zwan Niels van Steenis Ronald Florijn Nico Rienks Jeroen Duyster | Nyolcas                  | 5:41,41  | 1.       |          |          |          |          |          | A     | 5:42,74 | 1.    |          |
| Maarten van der Linden Pepijn Aardewijn | Könnyűsúlyú kétpárevezős | 6:49,93  | 1.       |          |          | A/B      | 6:27,07  | 2.       | A     | 6:26,48 | 2.    |          |

Női
| Versenyző | Versenyszám              | Előfutam | Előfutam | Vigaszág | Vigaszág | Elődöntő | Elődöntő | Elődöntő | Döntő | Döntő   | Döntő | Helyezés |
| Versenyző | Versenyszám              | Idő      | Hely.    | Idő      | Hely.    | Típus    | Idő      | Hely.    | Típus | Idő     | Hely. | Helyezés |
| --- | ------------------------ | -------- | -------- | -------- | -------- | -------- | -------- | -------- | ----- | ------- | ----- | -------- |
| Irene Eijs Eeke van Nes | Kétpárevezős             | 7:23,12  | 1.       |          |          | A/B      | 7:16,39  | 2.       | A     | 6:58,72 | 3.    |          |
| Elien Meijer Anneke Venema | Kormányos nélküli kettes | 7:43,58  | 3.       |          |          | A/B      | 7:48,40  | 5.       | B     | 7:17,26 | 2.    | 8.       |
| Irene Eijs Meike van Driel Nelleke Penninx Eeke van Nes                                                                                                 | Négypárevezős            | 6:43,76  | 2.       | 6:15,92  | 2.       |          |          |          | A     | 6:35,54 | 6.    | 6.       |
| Femke Boelen Marleen van der Velden Astrid van Koert Marieke Westerhof Rita de Jong Tessa Knaven Tessa Appeldoorn Muriel van Schilfgaarde Jissy de Wolf | Nyolcas                  | 6:32,71  | 3.       | 6:08,85  | 3.       |          |          |          | A     | 6:31,11 | 6.    | 6.       |
| Laurien Vermulst Ellen Meliesie | Könnyűsúlyú kétpárevezős | 7:32,30  | 3.       | 7:00,17  | 1.       | A/B      | 7:19,02  | 2.       | A     | 7:21,92 | 6.    | 6.       |

## Gyeplabda

### Férfi
| Holland férfi gyeplabdacsapat-játékoskeret                                                                                           | Holland férfi gyeplabdacsapat-játékoskeret |
| --- | --- |
| - Ronald Jansen - Bram Lomans - Leo Klein Gebbink - Erik Jazet - Tycho van Meer - Wouter van Pelt - Marc Delissen - Jacques Brinkman | - Maurits Crucq - Stephan Veen - Floris Jan Bovelander - Jeroen Delmeé - Guus Vogels - Teun de Nooijer - Remco van Wijk - Taco van den Honert |

#### Eredmények
Csoportkör
B csoport
| Csapat                        | M | Gy | D | V | G+ | G– | Gk | P |
| ----------------------------- | - | -- | - | - | -- | -- | -- | - |
| Hollandia (NED)               | 5 | 4  | 1 | 0 | 14 | 6  | +8 | 9 |
| Ausztrália (AUS)              | 5 | 3  | 1 | 1 | 13 | 7  | +6 | 7 |
| Nagy-Britannia (GBR)          | 5 | 1  | 3 | 1 | 8  | 8  | 0  | 5 |
| Dél-Korea (KOR)               | 5 | 1  | 2 | 2 | 12 | 13 | –1 | 4 |
| Dél-afrikai Köztársaság (RSA) | 5 | 0  | 3 | 2 | 7  | 12 | –5 | 3 |
| Malajzia (MAS)                | 5 | 0  | 2 | 3 | 7  | 15 | –8 | 2 |

| 1996. július 21. 09:00 | Hollandia (NED)            | 2–0   | Malajzia (MAS) | Játékvezetők: Ray O’Connor (IRL), Eduardo Ruiz (ARG) |
| 1996. július 21. 09:00 | Delissen 10' · Gebbink 29' | (2–0) |                | Játékvezetők: Ray O’Connor (IRL), Eduardo Ruiz (ARG) |

| 1996. július 23. 09:00 | Hollandia (NED)               | 2–2   | Nagy-Britannia (GBR)   | Játékvezetők: Richard Wolter (GER), Antonio Morales (ESP) |
| 1996. július 23. 09:00 | Bovelander 17' · Delissen 59' | (1–1) | Garcia 27' · Giles 65' | Játékvezetők: Richard Wolter (GER), Antonio Morales (ESP) |

| 1996. július 25. 20:00 | Hollandia (NED)                                      | 3–2   | Ausztrália (AUS)        | Játékvezetők: Ray O’Connor (IRL), Steve Horgan (USA) |
| 1996. július 25. 20:00 | de Nooijer 12' · Bovelander 35' · van den Honert 50' | (2–2) | Sproule 10' · Hager 18' | Játékvezetők: Ray O’Connor (IRL), Steve Horgan (USA) |

| 1996. július 27. 20:00 | Hollandia (NED)                          | 3–1   | Dél-Korea (KOR)                | Játékvezetők: Roger St. Rose (TRI), Henrik Ehlers (DEN) |
| 1996. július 27. 20:00 | van den Honert 47', 55' · de Nooijer 58' | (0–1) | Kim Jonggü (Kim Yeong-Gwi) 19' | Játékvezetők: Roger St. Rose (TRI), Henrik Ehlers (DEN) |

| 1996. július 29. 20:00 | Hollandia (NED)                                     | 4–1   | Dél-afrikai Köztársaság (RSA) | Játékvezetők: Ayman Amin (EGY), Ray O’Connor (IRL) |
| 1996. július 29. 20:00 | Lomans 11', 26' · Delissen 13' · van den Honert 54' | (3–0) | Nicol 43'                     | Játékvezetők: Ayman Amin (EGY), Ray O’Connor (IRL) |

Elődöntő
| 1996. július 31. 20:00 | Németország (GER) | 1–3   | Hollandia (NED)             | Játékvezetők: Donald Prior (AUS), Ray O'Connor (IRL) |
| 1996. július 31. 20:00 | Meinhardt 60'     | (0–1) | van den Honert 3', 45', 53' | Játékvezetők: Donald Prior (AUS), Ray O'Connor (IRL) |

Döntő
| 1996. augusztus 2. 19:30 | Spanyolország (ESP) | 1–3   | Hollandia (NED)                  | Játékvezetők: Donald Prior (AUS), Ray O'Connor (IRL) |
| 1996. augusztus 2. 19:30 | Pujol 45'           | (0–0) | Bovelander 52', 55' · Lomans 67' | Játékvezetők: Donald Prior (AUS), Ray O'Connor (IRL) |

| Csapat          | Helyezés |
| --------------- | -------- |
| Hollandia (NED) |          |

### Női
| Holland női gyeplabdacsapat-játékoskeret | Holland női gyeplabdacsapat-játékoskeret |
| --- | --- |
| - Jacqueline Toxopeus - Stella de Heij - Fleur van de Kieft - Carole Thate - Ellen Kuipers - Jeannette Lewin - Nicky Koolen - Dillianne van den Boogaard | - Margje Teeuwen - Mijntje Donners - Willemijn Duyster - Suzanne Plesman - Noor Holsboer - Florentine Steenberghe - Wietske de Ruiter - Suzan van der Wielen |

#### Eredmények
Csoportkör
A csoport
| Csapat                 | M | Gy | D | V | G+ | G– | Gk  | P  |
| ---------------------- | - | -- | - | - | -- | -- | --- | -- |
| Ausztrália (AUS)       | 7 | 6  | 1 | 0 | 24 | 4  | +20 | 13 |
| Dél-Korea (KOR)        | 7 | 4  | 2 | 1 | 18 | 9  | +9  | 10 |
| Nagy-Britannia (GBR)   | 7 | 3  | 2 | 2 | 12 | 11 | +1  | 8  |
| Hollandia (NED)        | 7 | 3  | 2 | 2 | 15 | 15 | 0   | 8  |
| Egyesült Államok (USA) | 7 | 2  | 2 | 3 | 8  | 11 | –3  | 6  |
| Németország (GER)      | 7 | 2  | 1 | 4 | 10 | 11 | –1  | 5  |
| Argentína (ARG)        | 7 | 2  | 1 | 4 | 7  | 21 | –14 | 5  |
| Spanyolország (ESP)    | 7 | 0  | 1 | 6 | 5  | 17 | –12 | 1  |

| 1996. július 20. 09:00 | Egyesült Államok (USA) | 1–1   | Hollandia (NED) | Játékvezetők: Naomi Kato (JPN), Gina Spitaleri (ITA) |
| 1996. július 20. 09:00 | Pankratz 69'           | (0–0) | Kuipers 63'     | Játékvezetők: Naomi Kato (JPN), Gina Spitaleri (ITA) |

| 1996. július 21. 20:00 | Hollandia (NED) | 1–1   | Nagy-Britannia (GBR) | Játékvezetők: Peri Buckley (AUS), Lee Mi-Ok (KOR) |
| 1996. július 21. 20:00 | Lewin 11'       | (1–0) | Cook 41'             | Játékvezetők: Peri Buckley (AUS), Lee Mi-Ok (KOR) |

| 1996. július 23. 17:30 | Hollandia (NED) | 1–3   | Dél-Korea (KOR)                            | Játékvezetők: Renée Chatas (USA), Gill Clarke (GBR) |
| 1996. július 23. 17:30 | de Ruiter 52'   | (0–0) | Csang Undzsong 40', 63' · Cso Undzsong 44' | Játékvezetők: Renée Chatas (USA), Gill Clarke (GBR) |

| 1996. július 25. 11:00 | Hollandia (NED)                               | 4–3   | Németország (GER)               | Játékvezetők: Laura Crespo (ARG), Margaret Lanning (CAN) |
| 1996. július 25. 11:00 | Kuipers 3' · de Ruiter 21' · Donners 52', 63' | (2–1) | Becker 27', 43' · Hentschel 55' | Játékvezetők: Laura Crespo (ARG), Margaret Lanning (CAN) |

| 1996. július 27. 11:00 | Hollandia (NED)                      | 4–1   | Argentína (ARG) | Játékvezetők: Gina Spitaleri (ITA), Angela Lario Ruiz (ESP) |
| 1996. július 27. 11:00 | Donners 5' · de Ruiter 14', 45', 48' | (2–0) | Masotta 39'     | Játékvezetők: Gina Spitaleri (ITA), Angela Lario Ruiz (ESP) |

| 1996. július 28. 17:30 | Spanyolország (ESP)    | 2–4   | Hollandia (NED)                             | Játékvezetők: Lee Mi-Ok (KOR), Naomi Kato (JPN) |
| 1996. július 28. 17:30 | López 27' · Barrio 60' | (1–3) | de Ruiter 7', 11' · Thate 29' · Donners 51' | Játékvezetők: Lee Mi-Ok (KOR), Naomi Kato (JPN) |

| 1996. július 30. 20:00 | Ausztrália (AUS)                                 | 4–0   | Hollandia (NED) | Játékvezetők: Laura Crespo (ARG), Angela Lario Ruiz (ESP) |
| 1996. július 30. 20:00 | Morris 45' · Roche 60' · Andrews 63' · Annan 68' | (0–0) |                 | Játékvezetők: Laura Crespo (ARG), Angela Lario Ruiz (ESP) |

Bronzmérkőzés
| 1996. augusztus 1. 17:00 | Nagy-Britannia (GBR) | 0–0 (h. u.) | Hollandia (NED) | Játékvezetők: Angela Lario Ruiz (ESP), Kazuko Yasueda (JPN) |
| 1996. augusztus 1. 17:00 |                      |             |                 | Játékvezetők: Angela Lario Ruiz (ESP), Kazuko Yasueda (JPN) |
| 1996. augusztus 1. 17:00 | Büntetőpárbaj:       |             |                 | Játékvezetők: Angela Lario Ruiz (ESP), Kazuko Yasueda (JPN) |
| 1996. augusztus 1. 17:00 | 3–4                  |             |                 | Játékvezetők: Angela Lario Ruiz (ESP), Kazuko Yasueda (JPN) |

| Csapat          | Helyezés |
| --------------- | -------- |
| Hollandia (NED) |          |

## Íjászat
Női
| Versenyző             | Versenyszám | Selejtező | Selejtező | 64-es főtábla                         | 32-es főtábla                         | Nyolcaddöntő                          | Negyeddöntő       | Elődöntő          | Döntő             | Helyezés |
| Versenyző             | Versenyszám | Pont      | Kiemelt   | Ellenfél Eredmény                     | Ellenfél Eredmény                     | Ellenfél Eredmény                     | Ellenfél Eredmény | Ellenfél Eredmény | Ellenfél Eredmény | Helyezés |
| --------------------- | ----------- | --------- | --------- | ------------------------------------- | ------------------------------------- | ------------------------------------- | ----------------- | ----------------- | ----------------- | -------- |
| Loedmila Arzjannikova | Egyéni      | 652       | 11.       | Natalija Biluha (UKR) (54.) · 149–141 | Jenny Sjöwall (SWE) (22.) · 160–151   | Elif Altınkaynak (TUR) (6.) · 150–160 | kiesett           | kiesett           | kiesett           | 15.      |
| Christel Verstegen    | Egyéni      | 639       | 27.       | Elif Ekşi (TUR) (38.) · 155–150       | Elif Altınkaynak (TUR) (6.) · 149–160 | kiesett                               | kiesett           | kiesett           | kiesett           | 27.      |

## Kajak-kenu

### Szlalom
| Versenyző    | Versenyszám       | Döntő    | Döntő    | Döntő    | Döntő    | Döntő         | Döntő         |
| Versenyző    | Versenyszám       | 1. futam | 1. futam | 2. futam | 2. futam | Jobb eredmény | Jobb eredmény |
| Versenyző    | Versenyszám       | Pont     | Hely.    | Pont     | Hely.    | Pont          | Helyezés      |
| ------------ | ----------------- | -------- | -------- | -------- | -------- | ------------- | ------------- |
| Michael Reys | Férfi kajak egyes | 146,79   | 7.       | 210,49   | 38.      | 146,79        | 11.           |
| Frits Sins   | Férfi kajak egyes | 209,42   | 35.      | 169,33   | 27.      | 169,33        | 37.           |

## Kerékpározás

### Hegyi-kerékpározás
| Versenyző             | Versenyszám        | Idő                | Helyezés      |
| --------------------- | ------------------ | ------------------ | ------------- |
| Bart Brentjens        | Férfi terepverseny | 2:17:38            |               |
| Marcel Arntz          | Férfi terepverseny | nem ért célba      | nem ért célba |
| Elsbeth van Rooy-Vink | Női terepverseny   | 1:54:38 (+0:03:47) | 5.            |

### Országúti kerékpározás
Férfi
| Versenyző       | Versenyszám   | Idő                | Helyezés |
| --------------- | ------------- | ------------------ | -------- |
| Erik Dekker     | Időfutam      | 1:07:08 (+0:03:03) | 11.      |
| Erik Dekker     | Mezőnyverseny | 4:56:45 (+2:49)    | 38.      |
| Aart Vierhouten | Mezőnyverseny | 4:56:46 (+2:50)    | 56.      |
| Tristan Hoffman | Mezőnyverseny | 4:56:55 (+2:59)    | 108.     |
| Danny Nelissen  | Mezőnyverseny | 4:57:10 (+3:14)    | 111.     |
| Erik Breukink   | Mezőnyverseny | 4:56:45 (+2:49)    | 45.      |
| Erik Breukink   | Időfutam      | 1:08:33 (+0:04:28) | 17.      |

Női
| Versenyző             | Versenyszám   | Idő                | Helyezés      |
| --------------------- | ------------- | ------------------ | ------------- |
| Elsbeth van Rooy-Vink | Mezőnyverseny | 2:37:06 (+0:53)    | 28.           |
| Ingrid Haringa        | Mezőnyverseny | nem ért célba      | nem ért célba |
| Yvonne Brunen         | Mezőnyverseny | 2:37:06 (+0:53)    | 26.           |
| Yvonne Brunen         | Időfutam      | 0:40:39 (+0:03:59) | 19.           |

### Pálya-kerékpározás
Sprintversenyek
| Versenyző      | Versenyszám | Selejtező | Selejtező | 1. forduló                   | Vigaszág               | Vigaszág | Negyeddöntő                                        | 5–8. helyért           | 5–8. helyért | Elődöntő                               | Döntő                                                         | Helyezés |
| Versenyző      | Versenyszám | Idő       | Hely.     | Ellenfél Győztes idő         | Ellenfelek Győztes idő | Hely.    | Ellenfél Győztes idő                               | Ellenfelek Győztes idő | Hely.        | Ellenfél Győztes idő                   | Ellenfél Győztes idő                                          | Helyezés |
| -------------- | ----------- | --------- | --------- | ---------------------------- | ---------------------- | -------- | -------------------------------------------------- | ---------------------- | ------------ | -------------------------------------- | ------------------------------------------------------------- | -------- |
| Ingrid Haringa | Női egyéni  | 11,456    | 4.        | Erika Salumäe (EST) · 12,164 |                        |          | Tanya Dubnicoff (CAN) · 12,020; idő nélkül; 12,049 |                        |              | Michelle Ferris (AUS) · 12,080; 12,078 | Bronzmérkőzés · Annett Neumann (GER) · 12,620; 12,074; 11,782 |          |

Üldözőversenyek
| Versenyző                                                   | Versenyszám  | Selejtező  | Selejtező   | Negyeddöntő  | Negyeddöntő | Elődöntő     | Elődöntő  | Döntő        | Döntő     | Helyezés |
| Versenyző                                                   | Versenyszám  | Idő        | Hely.       | Ellenfél Idő | Saját idő   | Ellenfél Idő | Saját idő | Ellenfél Idő | Saját idő | Helyezés |
| ----------------------------------------------------------- | ------------ | ---------- | ----------- | ------------ | ----------- | ------------ | --------- | ------------ | --------- | -------- |
| Peter Pieters                                               | Férfi egyéni | lekörözték | helyezetlen | kiesett      | kiesett     | kiesett      | kiesett   | kiesett      | kiesett   | kiesett  |
| Jarich Bakker Robert Slippens Richard Rozendaal Peter Schep | Férfi csapat | 4:16,175   | 12.         | kiesett      | kiesett     | kiesett      | kiesett   | kiesett      | kiesett   | 12.      |

Időfutam
| Név                  | Versenyszám  | Idő      | Helyezés |
| -------------------- | ------------ | -------- | -------- |
| Dirk Jan van Hameren | Férfi egyéni | 1:05,886 | 12.      |

Pontversenyek
| Név            | Versenyszám       | Pont | Körhátrány | Helyezés |
| -------------- | ----------------- | ---- | ---------- | -------- |
| Peter Pieters  | Férfi pontverseny | 0    | -2         | 21.      |
| Ingrid Haringa | Női pontverseny   | 23   | 0          |          |

## Lovaglás
Díjlovaglás
| Versenyző                                                                                  | Ló              | Versenyszám | 1. kör | 1. kör | 2. kör | 2. kör | 3. kör  | 3. kör  | Végeredmény | Végeredmény |
| Versenyző                                                                                  | Ló              | Versenyszám | Pont   | Hely.  | Pont   | Hely.  | Pont    | Hely.   | Pont        | Helyezés    |
| ------------------------------------------------------------------------------------------ | --------------- | ----------- | ------ | ------ | ------ | ------ | ------- | ------- | ----------- | ----------- |
| Anky van Grunsven                                                                          | Bonfire         | Egyéni      | 75,72  | 2.     | 77,72  | 1.     | 79,58   | 2.      | 233,02      |             |
| Sven Rothenberger                                                                          | Weyden          | Egyéni      | 74,16  | 4.     | 74,00  | 4.     | 76,78   | 4.      | 224,94      |             |
| Tineke Bartels-de Vries                                                                    | Olympic Barbria | Egyéni      | 67,60  | 14.    | 68,28  | 15.    | 69,66   | 13.     | 205,54      | 13.         |
| Gonnelien Rothenberger-Gordijn                                                             | Dondolo         | Egyéni      | 66,92  | 15.*   | 68,42  | 14.    | kiesett | kiesett | 135,34      | 16.         |
| Anky van Grunsven Sven Rothenberger Tineke Bartels-de Vries Gonnelien Rothenberger-Gordijn | lásd fentebb    | Csapat      |        |        |        |        |         |         | 5437        |             |

Díjugratás
| Versenyző                                    | Ló           | Versenyszám | Selejtező | Selejtező | Selejtező | Selejtező | Selejtező | Selejtező | Selejtező | Selejtező | Döntő   | Döntő   | Döntő  | Döntő  | Végeredmény | Végeredmény |
| Versenyző                                    | Ló           | Versenyszám | 1. kör    | 1. kör    | 2. kör    | 2. kör    | 2. kör    | 3. kör    | 3. kör    | 3. kör    | 1. kör  | 1. kör  | 2. kör | 2. kör | Végeredmény | Végeredmény |
| Versenyző                                    | Ló           | Versenyszám | Bünt.     | Hely.     | Bünt.     | Össz.     | Hely.     | Bünt.     | Össz.     | Hely.     | Bünt.   | Hely.   | Bünt.  | Hely.  | Bünt.       | Helyezés    |
| -------------------------------------------- | ------------ | ----------- | --------- | --------- | --------- | --------- | --------- | --------- | --------- | --------- | ------- | ------- | ------ | ------ | ----------- | ----------- |
| Jan Tops                                     | Top Gun      | Egyéni      | 0,00      | 1.        | 0,00      | 0,00      | 1.        | 4,25      | 4,25      | 4.        | 4,00    | 7.**    |        |        | 4,00        | 7.**        |
| Jos Lansink                                  | Carthago Z   | Egyéni      | 4,00      | 14.       | 8,00      | 12,00     | 22.       | 8,00      | 20,00     | 29.       | 8,00    | 11.***  |        |        | 8,00        | 11.***      |
| Emile Hendrix                                | Finesse      | Egyéni      | 4,00      | 14.       | 12,00     | 16,00     | 38.       | 4,00      | 20,00     | 29.       | kiesett | kiesett |        |        | kiesett     | kiesett     |
| Bert Romp                                    | Samantha     | Egyéni      | 4,00      | 14.       | 8,00      | 12,00     | 22.       | 12,00     | 24,00     | 40.       | kiesett | kiesett |        |        | kiesett     | kiesett     |
| Jan Tops Jos Lansink Emile Hendrix Bert Romp | lásd fentebb | Csapat      |           |           |           |           |           |           |           |           | 16,00   | 6.****  | 16,25  | 8.     | 32,25       | 7.          |

* - egy másik versenyzővel azonos eredményt ért el

** - hat másik versenyzővel azonos eredményt ért el, szétugrásban a 6. helyen végzett, így 7. lett

*** - öt másik versenyzővel azonos eredményt ért el

**** - egy másik csapattal azonos eredményt ért el

## Röplabda

### Férfi
| Holland férfi röplabdacsapat-játékoskeret                                                           | Holland férfi röplabdacsapat-játékoskeret                                                              |
| --------------------------------------------------------------------------------------------------- | --- |
| - Misha Latuhihin - Henk Jan Held - Brecht Rodenburg - Guido Görtzen - Richard Schuil - Ron Zwerver | - Bas van de Goor - Jan Posthuma - Olof van der Meulen - Peter Blangé - Rob Grabert - Mike van de Goor |

#### Eredmények
Csoportkör
B csoport
|                   |      | Mérkőzések | Mérkőzések | Szettek | Szettek | Szettek | Pontok | Pontok | Pontok |
| Csapat            | Pont | Gy         | V          | Sz+     | Sz–     | SzA     | P+     | P–     | PA     |
| ----------------- | ---- | ---------- | ---------- | ------- | ------- | ------- | ------ | ------ | ------ |
| Olaszország (ITA) | 10   | 5          | 0          | 15      | 0       | MAX     | 225    | 138    | 1,630  |
| Hollandia (NED)   | 9    | 4          | 1          | 12      | 3       | 4,000   | 209    | 131    | 1,595  |
| Jugoszlávia (YUG) | 8    | 3          | 2          | 9       | 8       | 1,125   | 215    | 191    | 1,126  |
| Oroszország (RUS) | 7    | 2          | 3          | 7       | 9       | 0,778   | 181    | 216    | 0,838  |
| Dél-Korea (KOR)   | 6    | 1          | 4          | 3       | 12      | 0,250   | 156    | 198    | 0,788  |
| Tunézia (TUN)     | 5    | 0          | 5          | 1       | 15      | 0,067   | 113    | 225    | 0,502  |

| 1996. július 21. 10:00 | Tunézia (TUN)      | 0–3 | Hollandia (NED) | Atlanta Játékvezető: Abdullah Al-Khlaifi (KSA), homas Blue (USA) |
| 1996. július 21. 10:00 | (4–15, 4–15, 2–15) |     |                 | Atlanta Játékvezető: Abdullah Al-Khlaifi (KSA), homas Blue (USA) |

| 1996. július 23. 10:00 | Oroszország (RUS)  | 0–3 | Hollandia (NED) | Atlanta Játékvezető: Jarmo Salonen (FIN), Frank Leuthaeusser (GER) |
| 1996. július 23. 10:00 | (9–15, 9–15, 9–15) |     |                 | Atlanta Játékvezető: Jarmo Salonen (FIN), Frank Leuthaeusser (GER) |

| 1996. július 25. 10:00 | Hollandia (NED)     | 0–3 | Olaszország (ITA) | Atlanta Játékvezető: Jarmo Salonen (FIN), Guillermo Paredes (ARG) |
| 1996. július 25. 10:00 | (8–15, 8–15, 13–15) |     |                   | Atlanta Játékvezető: Jarmo Salonen (FIN), Guillermo Paredes (ARG) |

| 1996. július 27. 10:00 | Jugoszlávia (SCG)  | 0–3 | Hollandia (NED) | Atlanta Játékvezető: Konstantinos Margaritis (GRE), Gabrie Gimenez (ESP) |
| 1996. július 27. 10:00 | (7–15, 6–15, 9–15) |     |                 | Atlanta Játékvezető: Konstantinos Margaritis (GRE), Gabrie Gimenez (ESP) |

| 1996. július 29. 16:00 | Hollandia (NED)      | 3–0 | Dél-Korea (KOR) | Atlanta Játékvezető: Peter Henry (CAN), Fernando Nava Abarca (MEX) |
| 1996. július 29. 16:00 | (15–4, 15–11, 15–12) |     |                 | Atlanta Játékvezető: Peter Henry (CAN), Fernando Nava Abarca (MEX) |

Negyeddöntő
| 1996. július 31. 13:30 | Bulgária (BUL)             | 1–3 | Hollandia (NED) | Atlanta Játékvezető: Frank Leuthaeusser (GER), Thomas Blue (USA) |
| 1996. július 31. 13:30 | (14–16, 15–9, 3–15, 13–15) |     |                 | Atlanta Játékvezető: Frank Leuthaeusser (GER), Thomas Blue (USA) |

Elődöntő
| 1996. augusztus 2. 19:30 | Oroszország (RUS)   | 0–3 | Hollandia (NED) | Atlanta Játékvezető: Jose Sanler Diaz (CUB), Frank Leuthaeusser (GER) |
| 1996. augusztus 2. 19:30 | (6–15, 6–15, 10–15) |     |                 | Atlanta Játékvezető: Jose Sanler Diaz (CUB), Frank Leuthaeusser (GER) |

Döntő
| 1996. augusztus 4. 14:00 | Hollandia (NED)                   | 3–2 | Olaszország (ITA) | Atlanta Játékvezető: Jose Sanler Diaz (CUB), Guillermo Paredes (ARG) |
| 1996. augusztus 4. 14:00 | (15–12, 9–15, 16–14, 9–15, 17–15) |     |                   | Atlanta Játékvezető: Jose Sanler Diaz (CUB), Guillermo Paredes (ARG) |

| Csapat          | Helyezés |
| --------------- | -------- |
| Hollandia (NED) |          |

### Női
| Holland női röplabdacsapat-játékoskeret                                                                     | Holland női röplabdacsapat-játékoskeret                                                                        |
| --- | --- |
| - Jerine Fleurke - Saskia van Hintum - Erna Brinkman - Cintha Boersma - Irena Machovcak - Marjolein de Jong | - Henriëtte Weersing - Marrit Leenstra - Elles Leferink - Claudia van Thiel - Riëtte Fledderus - Ingrid Visser |

#### Eredmények
Csoportkör
A csoport
|                        |      | Mérkőzések | Mérkőzések | Szettek | Szettek | Szettek | Pontok | Pontok | Pontok |
| Csapat                 | Pont | Gy         | V          | Sz+     | Sz–     | SzA     | P+     | P–     | PA     |
| ---------------------- | ---- | ---------- | ---------- | ------- | ------- | ------- | ------ | ------ | ------ |
| Kína (CHN)             | 10   | 5          | 0          | 15      | 3       | 5,000   | 256    | 181    | 1,414  |
| Egyesült Államok (USA) | 9    | 4          | 1          | 13      | 5       | 2,600   | 241    | 198    | 1,217  |
| Hollandia (NED)        | 8    | 3          | 2          | 10      | 7       | 1,429   | 211    | 179    | 1,179  |
| Dél-Korea (KOR)        | 7    | 2          | 3          | 10      | 9       | 1,111   | 249    | 222    | 1,122  |
| Japán (JPN)            | 6    | 1          | 4          | 3       | 12      | 0,250   | 158    | 199    | 0,794  |
| Ukrajna (UKR)          | 5    | 0          | 5          | 0       | 15      | 0,000   | 89     | 225    | 0,396  |

| 1996. július 20. 10:00 | Hollandia (NED)     | 0–3 | Kína (CHN) | Atlanta Játékvezető: Josebel Palmeirim (BRA), Guennadi Zharikov (RUS) |
| 1996. július 20. 10:00 | (10–15, 5–15, 7–15) |     |            | Atlanta Játékvezető: Josebel Palmeirim (BRA), Guennadi Zharikov (RUS) |

| 1996. július 22. 19:30 | Hollandia (NED)             | 1–3 | Egyesült Államok (USA) | Atlanta Játékvezető: Guillermo Paredes (ARG), Pasquale Trioa (ITA) |
| 1996. július 22. 19:30 | (15–12, 10–15, 15–17, 7–15) |     |                        | Atlanta Játékvezető: Guillermo Paredes (ARG), Pasquale Trioa (ITA) |

| 1996. július 24. 10:00 | Japán (JPN)         | 0–3 | Hollandia (NED) | Atlanta Játékvezető: Josebel Palmeirim (BRA), Peter Henry (CAN) |
| 1996. július 24. 10:00 | (3–15, 10–15, 3–15) |     |                 | Atlanta Játékvezető: Josebel Palmeirim (BRA), Peter Henry (CAN) |

| 1996. július 26. 10:00 | Hollandia (NED)            | 3–1 | Dél-Korea (KOR) | Atlanta Játékvezető: Guillermo Paredes (ARG), Jose Sanler Diaz (CUB) |
| 1996. július 26. 10:00 | (15–11, 15–12, 7–15, 15–8) |     |                 | Atlanta Játékvezető: Guillermo Paredes (ARG), Jose Sanler Diaz (CUB) |

| 1996. július 28. 16:00 | Ukrajna (UKR)      | 0–3 | Hollandia (NED) | Atlanta Játékvezető: Pasquale Troia (ITA), Patrick Rachard (FRA) |
| 1996. július 28. 16:00 | (3–15, 5–15, 5–15) |     |                 | Atlanta Játékvezető: Pasquale Troia (ITA), Patrick Rachard (FRA) |

Negyeddöntő
| 1996. július 30. 8:00 | Hollandia (NED)            | 1–3 | Oroszország (RUS) | Atlanta Játékvezető: Konstantinos Margaritis (GRE), Abdullah Al-Khlaifi (KSA) |
| 1996. július 30. 8:00 | (15–10, 7–15, 9–15, 10–15) |     |                   | Atlanta Játékvezető: Konstantinos Margaritis (GRE), Abdullah Al-Khlaifi (KSA) |

Az 5–8. helyért
| 1996. július 31. 8:00 | Németország (GER)                 | 2–3 | Hollandia (NED) | Atlanta Játékvezető: Neill Luebke (USA), Josebel Palmeirim (BRA) |
| 1996. július 31. 8:00 | (12–15, 15–9, 15–13, 9–15, 10–15) |     |                 | Atlanta Játékvezető: Neill Luebke (USA), Josebel Palmeirim (BRA) |

Az 5. helyért
| 1996. augusztus 1. 13:30 | Hollandia (NED)     | 3–0 | Dél-Korea (KOR) | Atlanta Játékvezető: Josebel Palmeirim (BRA), Gabriel Gimenez (ESP) |
| 1996. augusztus 1. 13:30 | (15–9, 15–9, 15–13) |     |                 | Atlanta Játékvezető: Josebel Palmeirim (BRA), Gabriel Gimenez (ESP) |

| Csapat          | Helyezés |
| --------------- | -------- |
| Hollandia (NED) | 5.       |

### Strandröplabda

#### Férfi
| Versenyző                     | 1. forduló                                          | 2. forduló        | 3. forduló        | 4. forduló        | Reményág                                                 | Reményág          | Reményág          | Reményág          | Reményág          | Elődöntő          | Döntő             | Helyezés |
| Versenyző                     | 1. forduló                                          | 2. forduló        | 3. forduló        | 4. forduló        | 1. forduló                                               | 2. forduló        | 3. forduló        | 4. forduló        | 5. forduló        | Elődöntő          | Döntő             | Helyezés |
| Versenyző                     | Ellenfél Eredmény                                   | Ellenfél Eredmény | Ellenfél Eredmény | Ellenfél Eredmény | Ellenfél Eredmény                                        | Ellenfél Eredmény | Ellenfél Eredmény | Ellenfél Eredmény | Ellenfél Eredmény | Ellenfél Eredmény | Ellenfél Eredmény | Helyezés |
| ----------------------------- | --------------------------------------------------- | ----------------- | ----------------- | ----------------- | -------------------------------------------------------- | ----------------- | ----------------- | ----------------- | ----------------- | ----------------- | ----------------- | -------- |
| Michel Everaert Sander Mulder | Portugália (POR) · Miguel Maia · João Brenha · 8–15 |                   |                   |                   | Csehország (CZE) · Michal Palinek · Marek Pakosta · 6–15 | kiesett           | kiesett           | kiesett           | kiesett           | kiesett           | kiesett           | 17.      |

#### Női
| Versenyző                               | 1. forduló        | 2. forduló                                                     | 3. forduló        | 4. forduló        | Reményág          | Reményág                                                     | Reményág          | Reményág          | Reményág          | Elődöntő          | Döntő             | Helyezés |
| Versenyző                               | 1. forduló        | 2. forduló                                                     | 3. forduló        | 4. forduló        | 1. forduló        | 2. forduló                                                   | 3. forduló        | 4. forduló        | 5. forduló        | Elődöntő          | Döntő             | Helyezés |
| Versenyző                               | Ellenfél Eredmény | Ellenfél Eredmény                                              | Ellenfél Eredmény | Ellenfél Eredmény | Ellenfél Eredmény | Ellenfél Eredmény                                            | Ellenfél Eredmény | Ellenfél Eredmény | Ellenfél Eredmény | Ellenfél Eredmény | Ellenfél Eredmény | Helyezés |
| --------------------------------------- | ----------------- | -------------------------------------------------------------- | ----------------- | ----------------- | ----------------- | ------------------------------------------------------------ | ----------------- | ----------------- | ----------------- | ----------------- | ----------------- | -------- |
| Debora Schoon-Kadijk Lisette van de Ven | erőnyerő          | Egyesült Államok (USA) · Gail Castro · Debra Richardson · 8–15 |                   |                   |                   | Nagy-Britannia (GBR) · Audrey Cooper · Amanda Glover · 12–15 | kiesett           | kiesett           | kiesett           | kiesett           | kiesett           | 13.      |

## Softball
| Holland női softballcsapat-játékoskeret | Holland női softballcsapat-játékoskeret                                                                              |
| --- | --- |
| - Jacqueline de Heer - Marjolein de Jong - Penny le Noble - Marlies van der Putten - Madelon Beek - Petra Beek - Lucienne Geels - Jacqueline Knol | - Anita Kossen - Anouk Mels - Sandra Nieuwveen - Corrine Ockhuijsen - Sonja Pannen - Gonny Reijnen - Martine Stiemer |

### Eredmények
Csoportkör
| Csapat           | M | Gy | V | P+ | P– | Pk  |
| ---------------- | - | -- | - | -- | -- | --- |
| Egyesült Államok | 7 | 6  | 1 | 37 | 7  | +30 |
| Kína             | 7 | 5  | 2 | 29 | 7  | +22 |
| Ausztrália       | 7 | 5  | 2 | 22 | 11 | +11 |
| Japán            | 7 | 5  | 2 | 24 | 18 | +6  |
| Kanada           | 7 | 3  | 4 | 15 | 17 | –2  |
| Tajvan           | 7 | 2  | 5 | 19 | 19 | 0   |
| Hollandia        | 7 | 1  | 6 | 4  | 32 | –28 |
| Puerto Rico      | 7 | 1  | 6 | 5  | 44 | –39 |

| 1996. július 21. |  | Japán (JPN) | 3–0 | Hollandia |  |  |
| 1996. július 21. |  |             |     |           |  |  |

| 1996. július 22. |  | Hollandia (NED) | 0–9 | Egyesült Államok |  |  |
| 1996. július 22. |  |                 |     |                  |  |  |

| 1996. július 23. |  | Tajvan (TPE) | 7–1 | Hollandia |  |  |
| 1996. július 23. |  |              |     |           |  |  |

| 1996. július 24. |  | Ausztrália (AUS) | 1–0 | Hollandia |  |  |
| 1996. július 24. |  |                  |     |           |  |  |

| 1996. július 25. |  | Hollandia (NED) | 0–8 | Kína |  |  |
| 1996. július 25. |  |                 |     |      |  |  |

| 1996. július 26. |  | Hollandia (NED) | 1–4 | Kanada |  |  |
| 1996. július 26. |  |                 |     |        |  |  |

| 1996. július 27. |  | Hollandia (NED) | 2–0 | Puerto Rico |  |  |
| 1996. július 27. |  |                 |     |             |  |  |

| Csapat    | Helyezés |
| --------- | -------- |
| Hollandia | 7.       |

## Sportlövészet
Férfi
| Versenyző        | Versenyszám | Selejtező | Selejtező | Döntő   | Döntő    |
| Versenyző        | Versenyszám | Pont      | Helyezés  | Pont    | Helyezés |
| ---------------- | ----------- | --------- | --------- | ------- | -------- |
| Hennie Dompeling | Skeet       | 120       | 15.*      | kiesett | kiesett  |
| Eric Swinkels    | Skeet       | 117       | 32.**     | kiesett | kiesett  |

* - négy másik versenyzővel azonos eredményt ért el

** - öt másik versenyzővel azonos eredményt ért el

## Tenisz
Férfi
| Versenyző                   | Versenyszám | 64-es főtábla                             | 32-es főtábla                                                | Nyolcaddöntő                                                         | Negyeddöntő                                                                | Elődöntő                                                              | Bronz- mérkőzés                                                     | Döntő             | Helyezés |
| Versenyző                   | Versenyszám | Ellenfél Eredmény                         | Ellenfél Eredmény                                            | Ellenfél Eredmény                                                    | Ellenfél Eredmény                                                          | Ellenfél Eredmény                                                     | Ellenfél Eredmény                                                   | Ellenfél Eredmény | Helyezés |
| --------------------------- | ----------- | ----------------------------------------- | ------------------------------------------------------------ | -------------------------------------------------------------------- | -------------------------------------------------------------------------- | --------------------------------------------------------------------- | ------------------------------------------------------------------- | ----------------- | -------- |
| Jacco Eltingh               | Egyes       | Frederik Fetterlein (DEN) · 4–6, 6–4, 6–8 | kiesett                                                      | kiesett                                                              | kiesett                                                                    | kiesett                                                               | kiesett                                                             | kiesett           | 33.      |
| Jan Siemerink               | Egyes       | Todd Woodbridge (AUS) · 2–6, 4–6          | kiesett                                                      | kiesett                                                              | kiesett                                                                    | kiesett                                                               | kiesett                                                             | kiesett           | 33.      |
| Paul Haarhuis               | Egyes       | Mark Philippoussis (AUS) · 6–7, 6–7       | kiesett                                                      | kiesett                                                              | kiesett                                                                    | kiesett                                                               | kiesett                                                             | kiesett           | 33.      |
| Jacco Eltingh Paul Haarhuis | Páros       |                                           | Románia (ROU) · Andrei Pavel · Dinu Pescariu · 6–2, 6–7, 6–4 | Elefántcsontpart (CIV) · Clément N'Goran · Claude N'Goran · 6–4, 6–4 | Dél-afrikai Köztársaság (RSA) · Ellis Ferreira · Wayne Ferreira · 7–6, 7–6 | Ausztrália (AUS) · Todd Woodbridge · Mark Woodforde · 2–6, 7–5, 16–18 | Németország (GER) · Marc-Kevin Goellner · David Prinosil · 2–6, 5–7 |                   | 4.       |

Női
| Versenyző                               | Versenyszám | 64-es főtábla                | 32-es főtábla                                                       | Nyolcaddöntő                                                    | Negyeddöntő                                              | Elődöntő                                                                | Bronz- mérkőzés                                                              | Döntő             | Helyezés |
| Versenyző                               | Versenyszám | Ellenfél Eredmény            | Ellenfél Eredmény                                                   | Ellenfél Eredmény                                               | Ellenfél Eredmény                                        | Ellenfél Eredmény                                                       | Ellenfél Eredmény                                                            | Ellenfél Eredmény | Helyezés |
| --------------------------------------- | ----------- | ---------------------------- | ------------------------------------------------------------------- | --------------------------------------------------------------- | -------------------------------------------------------- | ----------------------------------------------------------------------- | ---------------------------------------------------------------------------- | ----------------- | -------- |
| Brenda Schultz-McCarthy                 | Egyes       | Selima Sfar (TUN) · 6–4, 6–0 | Cshö Jongdzsa (Choi Yeong-Ja) (KOR) · 6–2, 6–3                      | Arantxa Sánchez Vicario (ESP) · 4–6, 6–7                        | kiesett                                                  | kiesett                                                                 | kiesett                                                                      | kiesett           | 9.       |
| Manon Bollegraf Brenda Schultz-McCarthy | Páros       |                              | Ukrajna (UKR) · Olha Luhina · Natalija Medvegyeva · mérkőzés nélkül | Magyarország (HUN) · Csurgó Virág · Temesvári Andrea · 7–6, 7–6 | Svájc (SUI) · Martina Hingis · Patty Schnyder · 6–4, 6–3 | Egyesült Államok (USA) · Gigi Fernández · Mary Joe Fernández · 5–7, 6–7 | Spanyolország (ESP) · Conchita Martínez · Arantxa Sánchez Vicario · 1–6, 3–6 |                   | 4.       |

## Tollaslabda
| Versenyző                        | Versenyszám  | Selejtező                        | 32-es főtábla                                                         | Nyolcaddöntő                                                  | Negyeddöntő       | Elődöntő          | Döntő             | Helyezés |
| Versenyző                        | Versenyszám  | Ellenfél Eredmény                | Ellenfél Eredmény                                                     | Ellenfél Eredmény                                             | Ellenfél Eredmény | Ellenfél Eredmény | Ellenfél Eredmény | Helyezés |
| -------------------------------- | ------------ | -------------------------------- | --------------------------------------------------------------------- | ------------------------------------------------------------- | ----------------- | ----------------- | ----------------- | -------- |
| Joris van Soerland               | Férfi egyes  | erőnyerő                         | Dong Jiong (CHN) · 9–15, 4–15                                         | kiesett                                                       | kiesett           | kiesett           | kiesett           | 17.      |
| Jeroen van Dijk                  | Férfi egyes  | Pavel Uvarov (RUS) · 15–8, 15–10 | Ong Ewe Hock (MAS) · 11–15, 10–15                                     | kiesett                                                       | kiesett           | kiesett           | kiesett           | 17.      |
| Ron Michels                      | Férfi egyes  | Darren Hall (GBR) · 4–15, 4–15   | kiesett                                                               | kiesett                                                       | kiesett           | kiesett           | kiesett           | 33.      |
| Eline Coene Erica van den Heuvel | Női páros    |                                  | Nagy-Britannia (GBR) · Joanne Muggeridge · Kelly Morgan · 15–10, 15–5 | Kína (CHN) · Chen Ying · Peng Xinyong · 8–15, 13–15           | kiesett           | kiesett           | kiesett           | 9.       |
| Erica van den Heuvel Ron Michels | Vegyes páros |                                  | Bulgária (BUL) · Neli Negyalkova-Boteva · Todor Velkov · 15–4, 15–6   | Dánia (DEN) · Erica van den Heuvel · Ron Michels · 4–15, 6–15 | kiesett           | kiesett           | kiesett           | 9.       |

## Úszás
Férfi
| Versenyző                                                                                     | Versenyszám            | Előfutam | Előfutam | Előfutam | Döntő   | Döntő   | Döntő   | Helyezés |
| Versenyző                                                                                     | Versenyszám            | Idő      | Hely.    | Össz.    | Típus   | Idő     | Hely.   | Helyezés |
| --------------------------------------------------------------------------------------------- | ---------------------- | -------- | -------- | -------- | ------- | ------- | ------- | -------- |
| Pieter van den Hoogenband                                                                     | 50 m gyors             | 22,82    | 4.       | 13.      | B       | 22,67   | 1.      | 9.       |
| Pieter van den Hoogenband                                                                     | 100 m gyors            | 49,73    | 4.       | 7.       | A       | 49,13   | 4.      | 4.       |
| Pieter van den Hoogenband                                                                     | 200 m gyors            | 1:48,68  | 1.       | 4.       | A       | 1:48,36 | 4.      | 4.       |
| Benno Kuipers                                                                                 | 100 m mell             | 1:02,92  | 6.       | 18.*     | kiesett | kiesett | kiesett | kiesett  |
| Stefan Aartsen                                                                                | 100 m pillangó         | 54,62    | 7.       | 23.*     | kiesett | kiesett | kiesett | kiesett  |
| Stefan Aartsen                                                                                | 200 m pillangó         | 2:00,04  | 3.       | 12.      | B       | 2:00,41 | 5.      | 13.      |
| Martin van der Spoel                                                                          | 200 m vegyes           | 2:03,75  | 3.       | 11.      | B       | 2:03,01 | 2.      | 10.      |
| Marcel Wouda                                                                                  | 200 m vegyes           | 2:01,21  | 1.       | 2.       | A       | 2:01,45 | 4.      | 4.       |
| Marcel Wouda                                                                                  | 400 m vegyes           | 4:17,30  | 1.       | 2.       | A       | 4:17,71 | 5.      | 5.       |
| Mark Veens Pie Geelen Martin van der Spoel Pieter van den Hoogenband                          | 4 × 100 m gyorsváltó   | 3:20,16  | 1.       | 3.       | A       | 3:19,02 | 5.      | 5.       |
| Marcel Wouda Mark van der Zijden Martin van der Spoel Pieter van den Hoogenband Tim Hoeijmans | 4 × 200 m gyorsváltó   | 7:23,39  | 4.       | 8.       | A       | 7:21,96 | 7.      | 7.       |
| Stefan Aartsen Benno Kuipers Pieter van den Hoogenband Martin van der Spoel                   | 4 × 100 m vegyes váltó | 3:42,42  | 3.       | 10.      | kiesett | kiesett | kiesett | kiesett  |

Női
| Versenyző                                                                              | Versenyszám            | Előfutam | Előfutam | Előfutam | Döntő   | Döntő   | Döntő   | Helyezés |
| Versenyző                                                                              | Versenyszám            | Idő      | Hely.    | Össz.    | Típus   | Idő     | Hely.   | Helyezés |
| -------------------------------------------------------------------------------------- | ---------------------- | -------- | -------- | -------- | ------- | ------- | ------- | -------- |
| Marianne Muis                                                                          | 50 m gyors             | 25,93    | 4.       | 11.      | B       | 25,74   | 1.      | 9.       |
| Angela Postma                                                                          | 50 m gyors             | 26,00    | 4.       | 13.*     | B       | 25,82   | 2.      | 10.      |
| Karin Brienesse                                                                        | 100 m gyors            | 55,81    | 2.       | 5.       | A       | 56,12   | 8.      | 8.       |
| Carla Geurts                                                                           | 800 m gyors            | 8:39,85  | 4.       | 8.       | A       | 8:40,43 | 7.      | 7.       |
| Carla Geurts                                                                           | 400 m gyors            | 4:11,18  | 3.       | 5.       | A       | 4:10,06 | 6.      | 6.       |
| Kirsten Vlieghuis                                                                      | 400 m gyors            | 4:11,04  | 1.       | 3.       | A       | 4:08,70 | 3.      |          |
| Kirsten Vlieghuis                                                                      | 800 m gyors            | 8:39,73  | 4.       | 7.       | A       | 8:30,84 | 3.      |          |
| Madelon Baans                                                                          | 100 m mell             | 1:11,17  | 7.       | 21.      | kiesett | kiesett | kiesett | kiesett  |
| Minouche Smit                                                                          | 200 m vegyes           | 2:16,30  | 1.       | 3.       | A       | 2:16,73 | 7.      | 7.       |
| Marianne Muis Minouche Smit Wilma van Rijn-van Hofwegen Karin Brienesse Manon Masseurs | 4 × 100 m gyorsváltó   | 3:43,63  | 2.       | 2.       | A       | 3:42,40 | 4.      | 4.       |
| Carla Geurts Patricia Stokkers Minouche Smit Kirsten Vlieghuis Karin Brienesse         | 4 × 200 m gyorsváltó   | 8:12,78  | 2.       | 7.       | A       | 8:08,48 | 6.      | 6.       |
| Madelon Baans Karin Brienesse Brenda Starink Wilma van Rijn-van Hofwegen               | 4 × 100 m vegyes váltó | 4:11,64  | 4.       | 12.      | kiesett | kiesett | kiesett | kiesett  |

* - egy másik versenyzővel azonos eredményt ért el

## Vitorlázás
Férfi
| Versenyző                       | Versenyszám     | Futam | Futam | Futam | Futam | Futam | Futam | Futam    | Futam | Futam | Futam | Futam | Pontszám | Helyezés |
| Versenyző                       | Versenyszám     | 1     | 2     | 3     | 4     | 5     | 6     | 7        | 8     | 9     | 10    | 11    | Pontszám | Helyezés |
| ------------------------------- | --------------- | ----- | ----- | ----- | ----- | ----- | ----- | -------- | ----- | ----- | ----- | ----- | -------- | -------- |
| Martijn van Geemen              | Szörfvitorlázás | 15    | 17    | 12    | 23    | 12    | (29)  | (47 PMS) | 20    | 19    |       |       | 118,0    | 18.      |
| Roy Heiner                      | Finn dingi      | (21)  | 7     | 6     | 11    | 6     | 11    | 1        | (12)  | 6     | 2     |       | 50,0     |          |
| Ben Kouwenhoven Jan Kouwenhoven | 470-es osztály  | 5     | 11    | (32)  | 24    | 10    | 24    | 8        | 30    | 20    | (37)  |       | 164,0    | 24.      |

Női
| Versenyző           | Versenyszám     | Futam    | Futam | Futam | Futam | Futam | Futam | Futam | Futam | Futam | Futam | Futam | Pontszám | Helyezés |
| Versenyző           | Versenyszám     | 1        | 2     | 3     | 4     | 5     | 6     | 7     | 8     | 9     | 10    | 11    | Pontszám | Helyezés |
| ------------------- | --------------- | -------- | ----- | ----- | ----- | ----- | ----- | ----- | ----- | ----- | ----- | ----- | -------- | -------- |
| Dorien de Vries     | Szörfvitorlázás | (13)     | 5     | (28*) | 10    | 8     | 8     | 3     | 12    | 6     |       |       | 52,0     | 10.      |
| Margriet Matthijsse | Europe          | (29 PMS) | 2     | 1     | 10    | 2     | 1     | 1     | 4     | (12)  | 5     | 4     | 30,0     |          |

Nyílt
| Versenyző                          | Versenyszám | Futam | Futam    | Futam | Futam | Futam | Futam | Futam | Futam | Futam | Futam | Futam | Pontszám | Helyezés |
| Versenyző                          | Versenyszám | 1     | 2        | 3     | 4     | 5     | 6     | 7     | 8     | 9     | 10    | 11    | Pontszám | Helyezés |
| ---------------------------------- | ----------- | ----- | -------- | ----- | ----- | ----- | ----- | ----- | ----- | ----- | ----- | ----- | -------- | -------- |
| Serge Kats                         | Laser       | 6     | (57 PMS) | 12    | 13    | 5     | 7     | 22    | (57*) | 19    | 11    | 3     | 98,0     | 13.      |
| Ron van Teylingen Herbert Dercksen | Tornádó     | 13    | 6        | 2     | (17)  | 2     | 6     | 7     | 9     | (20)  | 5     | 6     | 56,0     | 9.       |

* - kizárták
| Versenyző                                 | Versenyszám | Futam | Futam | Futam | Futam | Futam | Futam | Futam | Futam | Futam | Futam | Futam | Futam | Negyeddöntő       | Elődöntő          | Döntő             | Helyezés |
| Versenyző                                 | Versenyszám | 1     | 2     | 3     | 4     | 5     | 6     | 7     | 8     | 9     | 10    | Pont  | Hely. | Ellenfél Eredmény | Ellenfél Eredmény | Ellenfél Eredmény | Helyezés |
| ----------------------------------------- | ----------- | ----- | ----- | ----- | ----- | ----- | ----- | ----- | ----- | ----- | ----- | ----- | ----- | ----------------- | ----------------- | ----------------- | -------- |
| Willem Potma Frank Hettinga Gerhard Potma | Soling      | 8     | 7     | 10    | (23)  | 10    | 15    | 16    | 2     | (17)  | 16    | 84    | 15.   | kiesett           | kiesett           | kiesett           | 15.      |

## Vízilabda
| Holland férfi vízilabdacsapat-játékoskeret                                                         | Holland férfi vízilabdacsapat-játékoskeret                                                        |
| -------------------------------------------------------------------------------------------------- | ------------------------------------------------------------------------------------------------- |
| - Arie van de Bunt - Gert de Groot - Arno Havenga - Koos Issard - Bas de Jong - Niels van der Kolk | - Marco Kunz - Harry van der Meer - Hans Nieuwenburg - Joeri Stoffels - Eelco Uri - Wyco de Vries |

### Eredmények
Csoportkör
A csoport
| Csapat              | M | Gy | D | V | G+ | G– | Gk  | P  |
| ------------------- | - | -- | - | - | -- | -- | --- | -- |
| Magyarország (HUN)  | 5 | 5  | 0 | 0 | 47 | 38 | +9  | 10 |
| Jugoszlávia (SCG)   | 5 | 3  | 1 | 1 | 46 | 44 | +2  | 7  |
| Spanyolország (ESP) | 5 | 3  | 0 | 2 | 39 | 33 | +6  | 6  |
| Oroszország (RUS)   | 5 | 2  | 1 | 2 | 42 | 38 | +4  | 5  |
| Németország (GER)   | 5 | 1  | 0 | 4 | 36 | 45 | –9  | 2  |
| Hollandia (NED)     | 5 | 0  | 0 | 5 | 36 | 48 | –12 | 0  |

| 1996. július 20. 11:00 | Hollandia (NED)      | 8–11 | Jugoszlávia (SCG) | Játékvezetők: Jean Demey (FRA), Radu Timoc (ROM) |
| 1996. július 20. 11:00 | (2–3, 2–4, 2–3, 2–1) |      |                   | Játékvezetők: Jean Demey (FRA), Radu Timoc (ROM) |
| 1996. július 20. 11:00 | van der Meer 4       |      | három játékos 3   | Játékvezetők: Jean Demey (FRA), Radu Timoc (ROM) |

| 1996. július 21. 16:40 | Hollandia (NED)      | 7–8 | Spanyolország (ESP) | Játékvezetők: Vyacheslav Belevtsov (UKR), Peter Kerr (AUS) |
| 1996. július 21. 16:40 | (1–2, 0–2, 3–2, 3–2) |     |                     | Játékvezetők: Vyacheslav Belevtsov (UKR), Peter Kerr (AUS) |
| 1996. július 21. 16:40 | van der Meer, Kunz 2 |     | Estiarte 3          | Játékvezetők: Vyacheslav Belevtsov (UKR), Peter Kerr (AUS) |

| 1996. július 22. 16:40 | Magyarország (HUN)   | 10–8 | Hollandia (NED) | Játékvezetők: Daniel Legare (CAN), Vladimir Prikhodko (KAZ) |
| 1996. július 22. 16:40 | (2–2, 3–2, 3–2, 2–2) |      |                 | Játékvezetők: Daniel Legare (CAN), Vladimir Prikhodko (KAZ) |
| 1996. július 22. 16:40 | Benedek, Varga 4     |      | van der Meer 4  | Játékvezetők: Daniel Legare (CAN), Vladimir Prikhodko (KAZ) |

| 1996. július 23. 12:40 | Hollandia (NED)      | 5–10 | Oroszország (RUS) | Játékvezetők: Zeljko Klaric (CRO), Eugenio Martinez (CUB) |
| 1996. július 23. 12:40 | (2–2, 0–3, 1–2, 2–3) |      |                   | Játékvezetők: Zeljko Klaric (CRO), Eugenio Martinez (CUB) |
| 1996. július 23. 12:40 | öt játékos 1         |      | négy játékos 2    | Játékvezetők: Zeljko Klaric (CRO), Eugenio Martinez (CUB) |

| 1996. július 24. 16:40 | Hollandia (NED)      | 8–9 | Németország (GER) | Játékvezetők: Jean Demey (FRA), Salah Hamici (ALG) |
| 1996. július 24. 16:40 | (2–2, 0–4, 5–2, 1–1) |     |                   | Játékvezetők: Jean Demey (FRA), Salah Hamici (ALG) |
| 1996. július 24. 16:40 | Havenga 4            |     | Erjavec 3         | Játékvezetők: Jean Demey (FRA), Salah Hamici (ALG) |

A 9–12. helyért
| Csapat            | M | Gy | D | V | G+ | G– | Gk  | P |
| ----------------- | - | -- | - | - | -- | -- | --- | - |
| Németország (GER) | 3 | 3  | 0 | 0 | 29 | 16 | +13 | 6 |
| Hollandia (NED)   | 3 | 1  | 1 | 1 | 25 | 26 | –1  | 3 |
| Románia (ROU)     | 3 | 1  | 0 | 2 | 25 | 28 | –3  | 2 |
| Ukrajna (UKR)     | 3 | 0  | 1 | 2 | 21 | 30 | –9  | 1 |

| 1996. július 26. 12:40 | Hollandia (NED)      | 10–8 | Románia (ROU) | Játékvezetők: Andrei Afanasiev (RUS), Dimitrios Iliadis (GRE) |
| 1996. július 26. 12:40 | (3–2, 2–1, 4–1, 1–4) |      |               | Játékvezetők: Andrei Afanasiev (RUS), Dimitrios Iliadis (GRE) |
| 1996. július 26. 12:40 | van der Meer, Uri 2  |      | Totolici 4    | Játékvezetők: Andrei Afanasiev (RUS), Dimitrios Iliadis (GRE) |

| 1996. július 27. 11:00 | Németország (GER)    | 9–6 | Hollandia (NED)              | Játékvezetők: Joaquin Fernandez (ESP), Bret Bernard (USA) |
| 1996. július 27. 11:00 | (1–0, 2–3, 3–1, 3–2) |     |                              | Játékvezetők: Joaquin Fernandez (ESP), Bret Bernard (USA) |
| 1996. július 27. 11:00 | Klingenberg 3        |     | van der Meer, van der Kolk 2 | Játékvezetők: Joaquin Fernandez (ESP), Bret Bernard (USA) |

| 1996. július 28. 08:00 | Hollandia (NED)      | 9–9 | Ukrajna (UKR) | Játékvezetők: Daniel Legare (CAN), Kazuhito Wakabayashi (JPN) |
| 1996. július 28. 08:00 | (1–2, 5–1, 2–3, 1–3) |     |               | Játékvezetők: Daniel Legare (CAN), Kazuhito Wakabayashi (JPN) |
| 1996. július 28. 08:00 | Havenga 3            |     | Szolodun 3    | Játékvezetők: Daniel Legare (CAN), Kazuhito Wakabayashi (JPN) |

| Csapat          | Helyezés |
| --------------- | -------- |
| Hollandia (NED) | 10.      |